# Liste der Universitäten in Kap Verde
Die Liste der Universitäten in Kap Verde umfasst alle Hochschulen in dem afrikanischen Staat Kap Verde.
- Escola de Negocios e Tecnologias de Cabo Verde
- Instituto Superior de Ciencias Juridicas e Sociais
- Universität Kap Verde
- Universidade Jean Piaget de Cabo Verde (Ableger der portugiesischen Jean-Piaget-Gruppe)
- Instituto Superior de Ciências Económicas e Empresariais
- Universidade do Mindelo
- Mindelo Escola Internacional de Arte
- Universidade Intercontinental de Cabo Verde
- Universidade de Santiago
- Universidade Lusófona de Cabo Verde (Ableger der portugiesischen Grupo Lusófona)